# Thisanotia
Thisanotia là một chi bướm đêm thuộc họ Crambidae.

## Các loài
- Thisanotia chrysonuchella Scopoli, 1763